# آناتولی

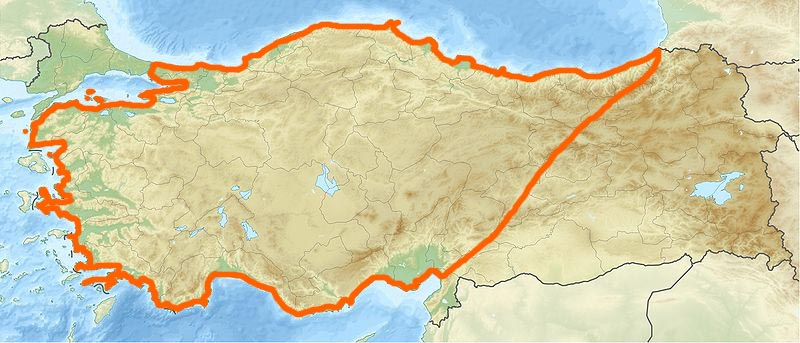
محدودهٔ اصلی آناتولی

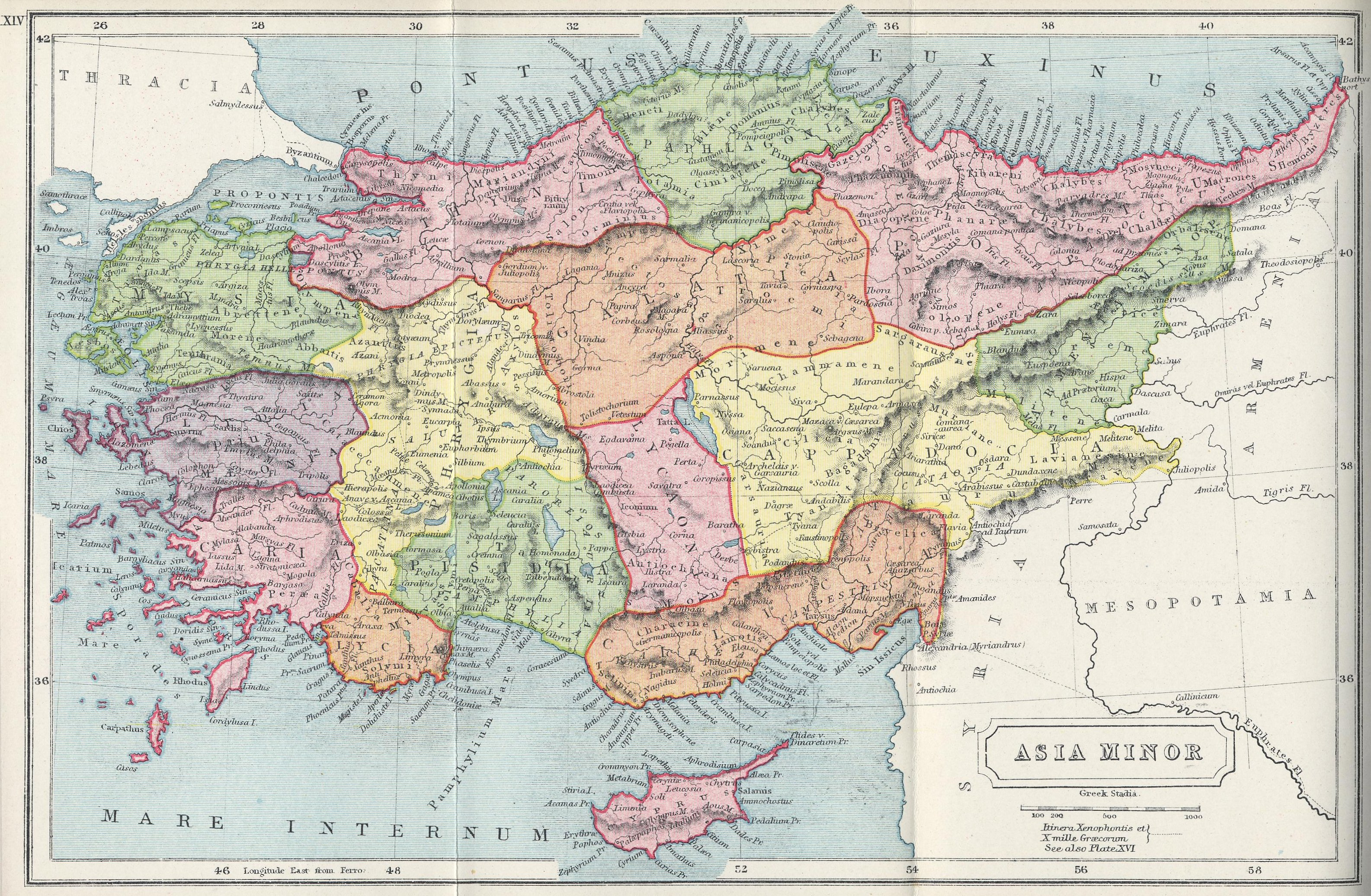
محدودهٔ آناتولی در اطلس آسیا مربوط به سال ۱۹۰۷ میلادی

آناتولی (از یونانی: ανατολή، «برآمدن خورشید»، «شرق»)، شبه‌جزیرهٔ آناتولی یا فلات آناتولی، هم می‌نامند. منطقهٔ کنونی آناتولی از شمال به دریای سیاه از جنوب به دریای مدیترانه و از غرب به دریای اژه محدود می‌شود؛ این منطقه از طریق تنگهٔ بُسفُر و داردانل از سرزمین اصلی اروپا جدا می‌شود. پارهٔ باختری ترکیه از زمان رومیان «آسیای صغیر» یا آسیای کوچک گفته شده است. منطقهٔ شرقی آناتولی به سرزمین کوهستانی ارمنستان و فلات ایران متصل است.

## نام‌شناسی

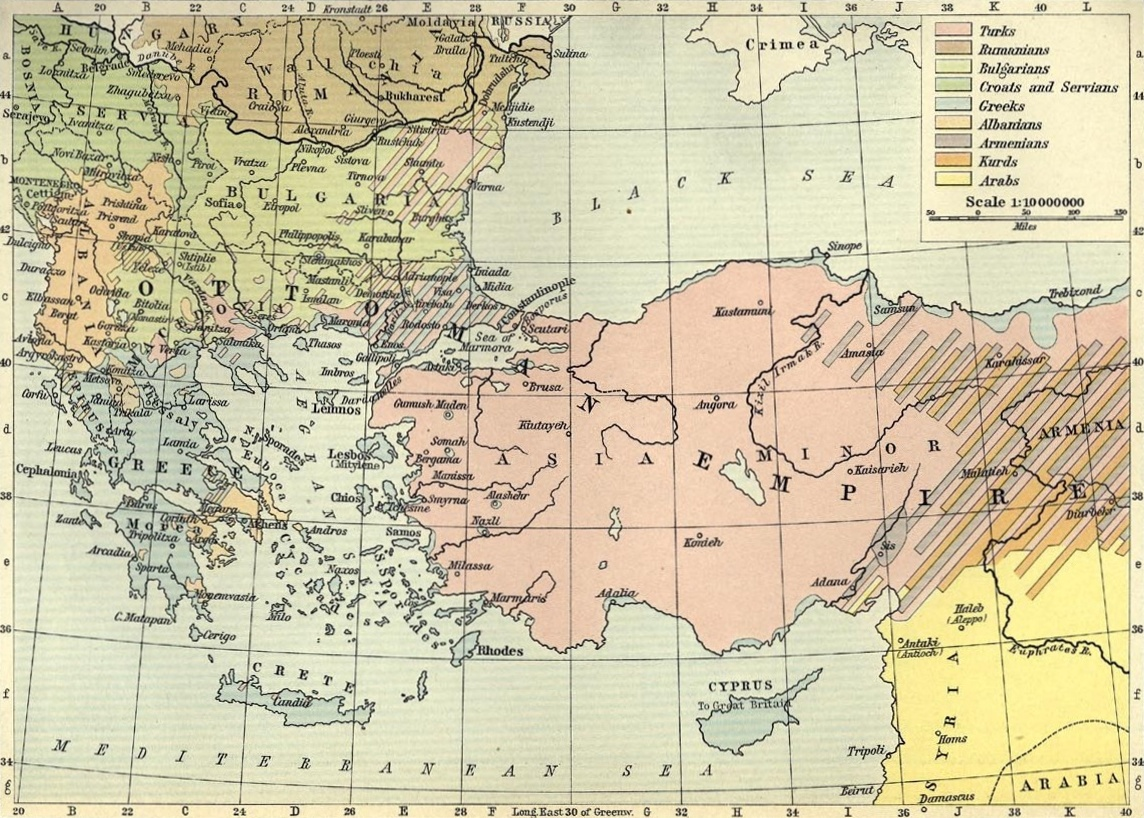
نقشهٔ ۱۹۱۱ میلادی.

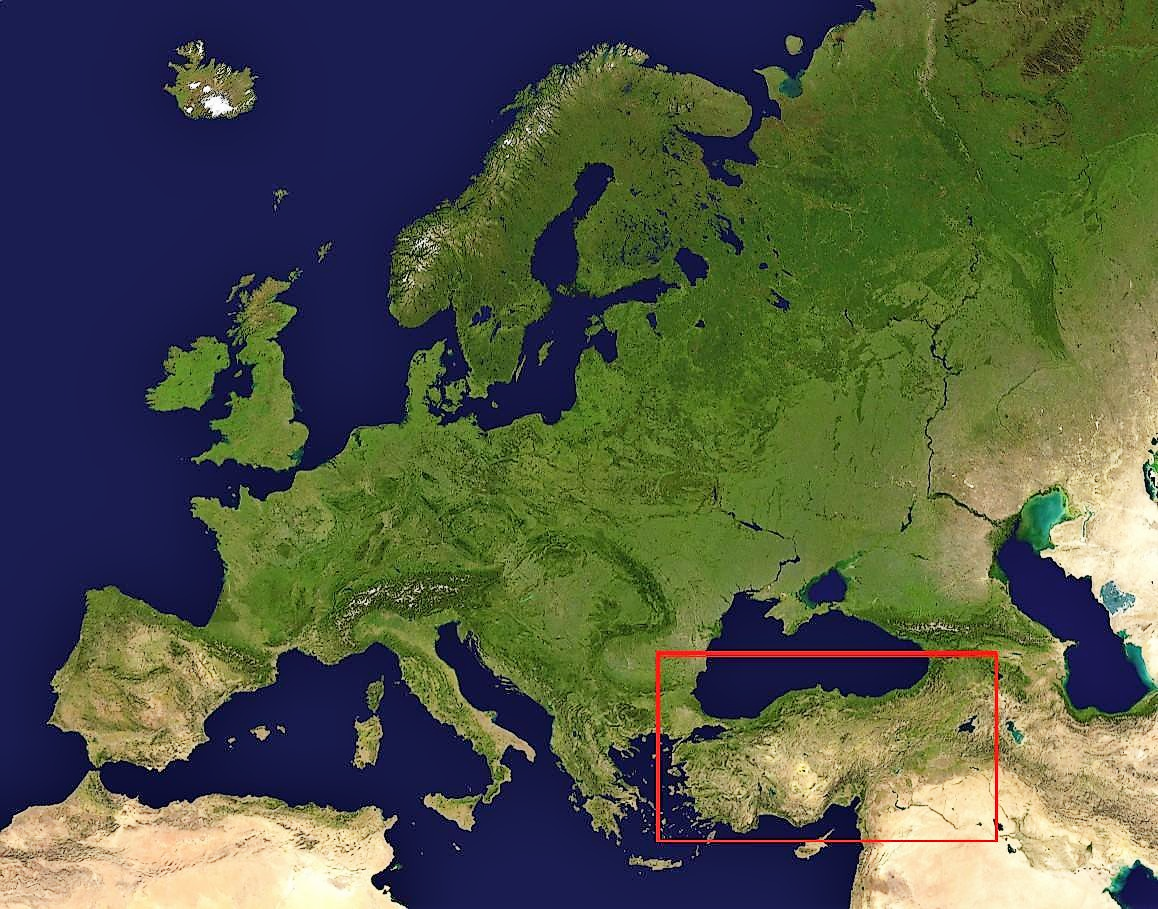
محدودهٔ ترکیهٔ کنونی. آناتولی به محدودهٔ جغرافیایی، بین تنگهٔ بسفر و مرز شرقی بین دو دریای سیاه و مدیترانه گفته می‌شود.

آناتولی واژه یونانی آناتول به معنی شرق یا طلوع آفتاب است. مرجع این نام‌گذاری در طول تاریخ متغیر بوده است. شاید در اصل تنها برای نامیدن مستعمرات ایونیان در ساحل آسیای صغیر کاربرد داشته است. در امپراتوری بیزانس نیز آناتولیکا به بخش‌های میانی و غربی ترکیه امروزی گفته می‌شده است.

## شرق ترکیه

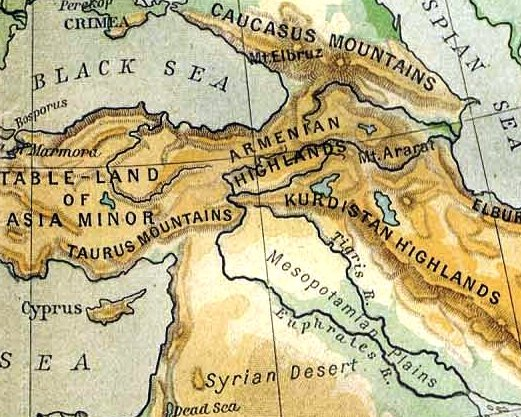
سرزمین کوهستانی ارمنستان، نقشهٔ تهیه‌شده در سال ۱۹۲۳ میلادی توسط ویلیام روبرت، در کتاب اطلس تاریخی

ارمنستان غربی به بخشی از سرزمین کوهستانی ارمنستان و منطقه‌ای از کرانهٔ رودخانهٔ کورا و ساحل دریای سیاه، به سمت ارمنستان کوچک و کوهستان‌های پونتیک، به طرف دشت‌های شمال میانرودان، گفته می‌شود و تغییر این نام به آناتولی شرقی از سوی حکومت‌ها و منابع تُرک در راستای نادیده انگاشتن جغرافیای تاریخی این منطقه از جهان است در صورتی که آناتولی، در واقع، به منطقه‌ای از آسیای صغیر گفته می‌شود که فلات ارمنستان به هیچ وجه در آن قرار نمی‌گیرد.
واژهٔ کوهستان‌ها یا فلات ارمنستان واژه‌ای کاملاً علمی است که از لحاظ زمین‌شناسی به مناطق خاص جغرافیایی، که دارای شرایط یکسان از لحاظ جغرافیایی و زمین‌شناسی هستند، گفته می‌شود. فلات ارمنستان از لحاظ علمی عبارت است از برجستگی‌هایی در سطح زمین که پیدایش آن‌ها معلول شرایطی خاص در آسیا بوده. این برجستگی‌ها را زمین‌شناس معروف آلمانی، اتو ویلهلم هرمان فن آبیش بلندی‌ها یا کوهستان‌های ارمنستان نامیده است.

## تاریخ آسیای کوچک

مناطق باستانی آسیای صغیر

در سال ۲۰ پیش از میلاد، دِرَفش رومیان بازگردانده می‌شود.∗ آناتولی و سوریه توسط دولت اشکانی به روم پس داده می‌شود.
این منطقه از زمان غلبه کورش بزرگ بر پادشاه لیدی تا آمدن اسکندر، همواره بخشی از شاهنشاهی ایران هخامنشی بود.
در سال ۱۹۶ میلادی امپراتوری روم براین سرزمین تسلط یافت. در سال ۳۹۵ میلادی با تجزیهٔ دولت روم به دو امپراتوری روم شرقی و امپراتوری روم غربی، سرزمینی که شامل ترکیه کنونی است قسمتی از روم شرقی یا بیزانس گردید. پایتخت این دولت شهر بیزانس بود؛ که در زمان کنستانتین امپراتور روم و با رسمیت یافتن مذهب مسیح تغییر نام یافت و به «کُنستانتینوپولیس» نامور شد. اما ترکان مهاجر که آرام آرام وارد شبه جزیرهٔ آناتولی شده بودند توانستند پس از دو قرن با قدرت تمام این سرزمین را از آن خود کنند تا سرانجام سپاهیان محمد دوم در سال ۱۴۵۳ شهر مسیحی «کنستانتینوپولیس» را گشودند و به عمر روم شرقی در این منطقه پایان دادند.
پادشاهان امپراتوری عثمانی همواره سیاست پان‌ترکیسم گره خورده با پان اسلامیسم را دنبال می‌کردند و تشکیل یک حکومت ترک بزرگ از غرب آناتولی تا دشت ترکستان چین که همه اقوام ترک‌زبان را شامل شود و تحت حمایت و رهبری ترکیه عثمانی باشد را در سر می‌پروراندند.

## یادداشت
1. ^  رومیان از دست دادن درفش خود را ننگی شوم و شکستی سنگین می‌دانستند.